# Campionato sudamericano per club 2018 (pallavolo maschile)
Il campionato sudamericano per club 2018 si è svolto dal 27 febbraio al 3 marzo 2018 a Montes Claros, in Brasile: al torneo hanno partecipato sei squadre di club sudamericane e la vittoria finale è andata per la quinta volta, la terza consecutiva, al Sada.

## Impianti
| |  |  |
| |  |  |
| Ginásio Poliesportivo Presidente Tancredo Neves Città: Montes Claros Capienza: - Anno d'apertura: - |  |  |

## Regolamento

### Formula
Le squadre hanno disputato una prima fase a gironi con formula del girone all'italiana; al termine della prima fase:
- Le prime due classificate di ogni girone hanno acceduto alla fase finale per il primo posto strutturata in semifinali, finale per il terzo posto e finale.
- L'ultima classificata di ogni girone ha acceduto alla finale per il quinto posto.

### Criteri di classifica
Se il risultato finale è stato di 3-0 o 3-1 sono stati assegnati 3 punti alla squadra vincente e 0 a quella sconfitta, se il risultato finale è stato di 3-2 sono stati assegnati 2 punti alla squadra vincente e 1 a quella sconfitta.
L'ordine del posizionamento in classifica è stato definito in base a:
- Punti;
- Numero di partite vinte;
- Ratio dei set vinti/persi;
- Ratio dei punti realizzati/subiti.

## Squadre partecipanti
| Squadra          | Qualificazione                                | Ultima partecipazione                 |
| ---------------- | --------------------------------------------- | ------------------------------------- |
| Bolívar          | Vincitrice Liga Argentina de Voleibol 2016-17 | Campionato sudamericano per club 2017 |
| Lomas            | Vincitrice Torneo Pre Sudamericano 2017-18    | Campionato sudamericano per club 2015 |
| Sada             | Vincitrice Superliga Série A 2016-17          | Campionato sudamericano per club 2017 |
| AEESB            | Squadra organizzatrice                        | Campionato sudamericano per club 2017 |
| St. Thomas Morus | Vincitrice Liga Chilena de Voleibol 2017      | Debutto                               |
| Vamos Peerless   | Vincitrice Liga Nacional Superior 2016-17     | Campionato sudamericano per club 2016 |

## Torneo

### Fase a gironi
| Girone A       | Girone B         |
| -------------- | ---------------- |
| AEESB          | Bolívar          |
| Sada           | Lomas            |
| Vamos Peerless | St. Thomas Morus |

#### Girone A

##### Risultati
| 27 febbraio 2018 Ginásio Tancredo Neves, Montes Claros Durata: ? - Spettatori: ? | AEESB | 3 - 0 | Vamos Peerless | 25-15, 25-15, 25-18        |
| 28 febbraio 2018 Ginásio Tancredo Neves, Montes Claros Durata: ? - Spettatori: ? | AEESB | 0 - 3 | Sada           | 22-25, 15-25, 22-25        |
| 1º marzo 2018 Ginásio Tancredo Neves, Montes Claros Durata: ? - Spettatori: ?    | Sada  | 3 - 1 | Vamos Peerless | 25-18, 19-25, 25-15, 25-19 |

##### Classifica
| Pos | Squadra        | Pt | G | V | P | SV | SP | Ratio | PF  | PS  | Ratio |
| --- | -------------- | -- | - | - | - | -- | -- | ----- | --- | --- | ----- |
| 1   | Sada           | 6  | 2 | 2 | 0 | 6  | 1  | 6.000 | 169 | 136 | 1.242 |
| 2   | AEESB          | 3  | 2 | 1 | 1 | 3  | 3  | 1.000 | 134 | 123 | 1.089 |
| 3   | Vamos Peerless | 0  | 2 | 0 | 2 | 1  | 6  | 0.166 | 125 | 169 | 0.739 |

#### Girone B

##### Risultati
| 27 febbraio 2018 Ginásio Tancredo Neves, Montes Claros Durata: ? - Spettatori: ? | Bolívar | 3 - 0 | St. Thomas Morus | 25-23, 25-16, 26-24               |
| 28 febbraio 2018 Ginásio Tancredo Neves, Montes Claros Durata: ? - Spettatori: ? | Lomas   | 3 - 0 | St. Thomas Morus | 25-19, 25-21, 25-23               |
| 1º marzo 2018 Ginásio Tancredo Neves, Montes Claros Durata: ? - Spettatori: ?    | Bolívar | 2 - 3 | Lomas            | 20-25, 28-26, 25-23, 21-25, 12-15 |

##### Classifica
| Pos | Squadra          | Pt | G | V | P | SV | SP | Ratio | PF  | PS  | Ratio |
| --- | ---------------- | -- | - | - | - | -- | -- | ----- | --- | --- | ----- |
| 1   | Lomas            | 5  | 2 | 2 | 0 | 6  | 2  | 3.000 | 189 | 169 | 1.118 |
| 2   | Bolívar          | 4  | 2 | 1 | 1 | 5  | 3  | 1.666 | 182 | 177 | 1.028 |
| 3   | St. Thomas Morus | 0  | 2 | 0 | 2 | 0  | 6  | 0.000 | 126 | 151 | 0.834 |

### Fase finale

#### Finale 1º e 3º posto
|  | Semifinali | Semifinali | Semifinali |       |      | Finale 1º/2º posto | Finale 1º/2º posto | Finale 1º/2º posto |  |
|  |            |            |            |       |      |                    |                    |                    |  |
|  | Sada       | Sada       | 3          |       |      |                    |                    |                    |  |
|  | Sada       | Sada       | 3          |       |      |                    |                    |                    |  |
|  | Bolívar    | Bolívar    | 0          |       |      |                    |                    |                    |  |
|  | Bolívar    | Bolívar    | 0          |       | Sada | Sada               | 3                  |                    |  |
|  |            |            |            |       | Sada | Sada               | 3                  |                    |  |
|  |            |            | Lomas      | Lomas | 0    |                    |                    |                    |  |
|  | Lomas      | Lomas      | Lomas      | Lomas | 0    | 3                  |                    |                    |  |
|  | Lomas      | Lomas      |            |       |      | 3                  |                    |                    |  |
|  | AEESB      | AEESB      | 1          |       |      | Finale 3º/4º posto | Finale 3º/4º posto | Finale 3º/4º posto |  |
|  | AEESB      | AEESB      | 1          |       |      |                    |                    |                    |  |
|  |            |            |            |       |      |                    |                    |                    |  |
|  |            |            |            |       |      | Bolívar            | Bolívar            | 1                  |  |
|  |            |            |            |       |      | Bolívar            | Bolívar            | 1                  |  |
|  |            |            |            |       |      | AEESB              | AEESB              | 3                  |  |

##### Semifinali
| 2 marzo 2018 Ginásio Tancredo Neves, Montes Claros Durata: ? - Spettatori: ? | Sada  | 3 - 0 | Bolívar | 25-19, 33-31, 25-16        |
| 2 marzo 2018 Ginásio Tancredo Neves, Montes Claros Durata: ? - Spettatori: ? | Lomas | 3 - 1 | AEESB   | 25-21, 25-15, 21-25, 25-22 |

##### Finale 3º posto
| 3 marzo 2018 Ginásio Tancredo Neves, Montes Claros Durata: ? - Spettatori: ? | Bolívar | 1 - 3 | AEESB | 28-26, 23-25, 23-25, 15-25 |

##### Finale
| 3 marzo 2018 Ginásio Tancredo Neves, Montes Claros Durata: ? - Spettatori: ? | Sada | 3 - 0 | Lomas | 25-19, 25-18, 25-20 |

#### Finale 5º posto
| 2 marzo 2018 Ginásio Tancredo Neves, Montes Claros Durata: ? - Spettatori: ? | Vamos Peerless | 3 - 1 | St. Thomas Morus | 19-25, 25-21, 25-23, 25-23 |

## Classifica finale
| Pos | Squadre          | Qualificazione                |
| --- | ---------------- | ----------------------------- |
|     | Sada             | Coppa del Mondo per club 2018 |
|     | Lomas            |                               |
|     | AEESB            |                               |
| 4   | Bolívar          |                               |
| 5   | Vamos Peerless   |                               |
| 6   | St. Thomas Morus |                               |

## Premi individuali
| Premio                | Nome              | Squadra |
| --------------------- | ----------------- | ------- |
| MVP                   | Robertlandy Simón | Sada    |
| Miglior palleggiatore | Nicolás Uriarte   | Sada    |
| Miglior opposto       | Fabrício Dias     | AEESB   |
| Miglior schiacciatore | Yoandy Leal       | Sada    |
| Miglior schiacciatore | Lucas Ocampo      | Lomas   |
| Miglior centrale      | Isac Santos       | Sada    |
| Miglior centrale      | Jonadabe Carneiro | Lomas   |
| Miglior libero        | Sérgio Nogueira   | Sada    |